# العلاقات الوسط إفريقية الكوستاريكية
العلاقات الوسط أفريقية الكوستاريكية هي العلاقات الثنائية التي تجمع بين جمهورية أفريقيا الوسطى وكوستاريكا.

## مقارنة بين البلدين
هذه مقارنة عامة ومرجعية للدولتين:
| وجه المقارنة                                              | جمهورية أفريقيا الوسطى      | كوستاريكا                                 |
| --------------------------------------------------------- | --------------------------- | ----------------------------------------- |
| المساحة (كم2)                                             | 622.98 ألف                  | 51.10 ألف                                 |
| عدد السكان (نسمة)                                         | 4.66 مليون                  | 4.91 مليون                                |
| الكثافة السكانية (ن./كم²)                                 | 7.48                        | 96.09                                     |
| العاصمة                                                   | بانغي                       | سان خوسيه                                 |
| اللغة الرسمية                                             | لغة فرنسية، اللغة السانغوية | اللغة الإسبانية                           |
| العملة                                                    | فرنك وسط أفريقي             | كولون كوستاريكي                           |
| الناتج المحلي الإجمالي (بليون دولار)                      | 1.95 مليار                  | 57.06 مليار                               |
| الناتج المحلي الإجمالي (تعادل القوة الشرائية) بليون دولار | 3.03 مليار                  | 74.98 مليار                               |
| الناتج المحلي الإجمالي الاسمي للفرد دولار أمريكي          | 323                         | 11.26 ألف                                 |
| الناتج المحلي الإجمالي للفرد دولار أمريكي                 | 594                         | 14.92 ألف                                 |
| مؤشر التنمية البشرية                                      | 0.350                       | 0.766                                     |
| رمز المكالمات الدولي                                      | +236                        | +506                                      |
| رمز الإنترنت                                              | .cf                         | .cr، قائمة نطاقات المستوى الأعلى للإنترنت |
| المنطقة الزمنية                                           | ت ع م+01:00                 | 00                                        |

## منظمات دولية مشتركة
يشترك البلدان في عضوية مجموعة من المنظمات الدولية، منها:
| علم المنظمة | اسم المنظمة                               | تاريخ انضمام جمهورية أفريقيا الوسطى | تاريخ انضمام كوستاريكا |
| ----------- | ----------------------------------------- | ----------------------------------- | ---------------------- |
|             | الاتحاد البريدي العالمي                   | ?                                   | ?                      |
|             | يونسكو                                    | 11 نوفمبر 1960                      | 19 مايو 1950           |
|             | البنك الدولي للإنشاء والتعمير             | 10 يوليو 1963                       | 8 يناير 1946           |
|             | منظمة التجارة العالمية                    | ?                                   | ?                      |
|             | وكالة ضمان الاستثمار متعدد الأطراف        | 8 سبتمبر 2000                       | 8 فبراير 1994          |
|             | الاتحاد الدولي للاتصالات                  | 2 ديسمبر 1960                       | 13 سبتمبر 1932         |
|             | منظمة الشرطة الجنائية الدولية             | ?                                   | ?                      |
|             | مؤسسة التمويل الدولية                     | 1 أبريل 1991                        | 20 يوليو 1956          |
|             | الأمم المتحدة                             | 20 سبتمبر 1960                      | 2 نوفمبر 1945          |
|             | مؤسسة التنمية الدولية                     | 27 أغسطس 1963                       | 30 يونيو 1961          |
|             | الفريق المعني برصد الأرض                  | ?                                   | ?                      |
|             | منظمة حظر الأسلحة الكيميائية              | ?                                   | ?                      |
|             | المركز الدولي لتسوية المنازعات الاستشارية | 14 أكتوبر 1966                      | 27 مايو 1993           |

## وصلات خارجية
- موقع وزارة الخارجية الكوستاريكية